# Liga Nacional de Polo Acuático 2013
La Liga Nacional de Polo Acuático 2013 inició sus actividades el 19 de octubre de 2013, luego de superar varios inconvenientes económicos que amenazaban con la suspensión del evento. Para esta edición, tres equipos dimiten de su participación (Pirañas de Carabobo, Delfines de Aragua y Caimanes de Sucre) y se inscribieron tres equipos: Deportivo Anzoátegui, Trujillanos Waterpolo Club y Universidad de Carabobo.
Esta edición se jugó en honor al promotor deportivo Rufo John, quien falleció a mediados de año.
Trujillanos Waterpolo Club, en su primer año como participante, fue el ganador de la Liga al ganar en una cerrada final a Duros de Lara.

## Equipos participantes
| Club                         | Ciudad         | Estado            |
| ---------------------------- | -------------- | ----------------- |
| Universidad de Carabobo      | Valencia       | Carabobo          |
| Deportivo Anzoátegui         | Puerto La Cruz | Estado Anzoátegui |
| Duros de Lara                | Barquisimeto   | Lara              |
| Pulpos de Miranda            | Parque Miranda | Miranda           |
| Cangrejos de Vargas          | Puerto Azul    | Vargas            |
| Anguilas de Distrito Capital | Caracas        | Distrito Capital  |
| Trujillanos Waterpolo Club   | Valera         | Trujillo          |
| Orcas de Yaracuy             | San Felipe     | Yaracuy           |

## Ronda preliminar
| Equipos                      | JJ | JG | JE | JP | Pts |
| ---------------------------- | -- | -- | -- | -- | --- |
| Trujillanos Waterpolo Club   | 07 | 6  | 0  | 1  | 18  |
| Duros de Lara                | 07 | 6  | 0  | 1  | 18  |
| Deportivo Anzoátegui         | 07 | 5  | 0  | 2  | 15  |
| Cangrejos de Vargas          | 07 | 4  | 0  | 3  | 12  |
| Anguilas de Distrito Capital | 07 | 2  | 0  | 5  | 06  |
| Pulpos de Miranda            | 07 | 1  | 2  | 4  | 05  |
| Orcas de Yaracuy             | 07 | 1  | 1  | 5  | 04  |
| Universidad de Carabobo      | 07 | 1  | 1  | 5  | 04  |

|  | Clasifica a las semifinales |

Calendario sujeto a cambios
| Pulpos de Miranda       | 8 - 7  | Anguilas de Distrito Capital | Parque Naciones Unidas | 19 de octubre |
| Universidad de Carabobo | 7 - 9  | Orcas de Yaracuy             | Parque Naciones Unidas | 19 de octubre |
| Duros de Lara           | 10 - 4 | Deportivo Anzoátegui         | Parque Naciones Unidas | 19 de octubre |
| Trujillanos WP          | 11 - 7 | Cangrejos de Vargas          | Parque Naciones Unidas | 19 de octubre |

| Anguilas de Distrito Capital | 9 - 4   | Deportivo Anzoátegui | Parque Naciones Unidas | 20 de octubre |
| Pulpos de Miranda            | 10 - 10 | Orcas de Yaracuy     | Parque Naciones Unidas | 20 de octubre |
| Universidad de Carabobo      | 7 - 10  | Cangrejos de Vargas  | Parque Naciones Unidas | 20 de octubre |
| Duros de Lara                | 11 - 13 | Trujillanos WP       | Parque Naciones Unidas | 20 de octubre |

| Orcas de Yaracuy             | 9 - 10 | Cangrejos de Vargas | Complejo de Piscinas UC | 26 de octubre |
| Anguilas de Distrito Capital | 6 - 14 | Trujillanos WP      | Complejo de Piscinas UC | 26 de octubre |
| Deportivo Anzoátegui         | 11 - 9 | Pulpos de Miranda   | Complejo de Piscinas UC | 26 de octubre |
| Universidad de Carabobo      | 4 - 10 | Duros de Lara       | Complejo de Piscinas UC | 26 de octubre |

| Pulpos de Miranda            | 6 - 14  | Cangrejos de Vargas     | Complejo de Piscinas UC | 27 de octubre |
| Deportivo Anzoátegui         | 9 - 8   | Trujillanos WP          | Complejo de Piscinas UC | 27 de octubre |
| Duros de Lara                | 16 - 13 | Orcas de Yaracuy        | Complejo de Piscinas UC | 27 de octubre |
| Anguilas de Distrito Capital | 4 - 8   | Universidad de Carabobo | Complejo de Piscinas UC | 27 de octubre |

| Pulpos de Miranda    | 0 - 5   | Trujillanos WP               | Piscinas de San Tomé | 2 de noviembre |
| Cangrejos de Vargas  | 6 - 13  | Duros de Lara                | Piscinas de San Tomé | 2 de noviembre |
| Deportivo Anzoátegui | 14 - 5  | Universidad de Carabobo      | Piscinas de San Tomé | 2 de noviembre |
| Orcas de Yaracuy     | 11 - 16 | Anguilas de Distrito Capital | Piscinas de San Tomé | 2 de noviembre |

| Trujillanos WP      | 11 - 6 | Universidad de Carabobo      | Piscinas de San Tomé | 3 de noviembre |
| Cangrejos de Vargas | 7 - 4  | Anguilas de Distrito Capital | Piscinas de San Tomé | 3 de noviembre |
| Orcas de Yaracuy    | 6 - 9  | Deportivo Anzoátegui         | Piscinas de San Tomé | 3 de noviembre |
| Duros de Lara       | 5 - 0  | Pulpos de Miranda            | Piscinas de San Tomé | 3 de noviembre |

| Duros de Lara       | 16 - 12 | Anguilas de Distrito Capital | Universidad Central de Venezuela | 9 de noviembre |
| Trujillanos WP      | 11 - 10 | Orcas de Yaracuy             | Universidad Central de Venezuela | 9 de noviembre |
| Cangrejos de Vargas | 8 - 11  | Deportivo Anzoátegui         | Universidad Central de Venezuela | 9 de noviembre |
| Pulpos de Miranda   | 11 - 12 | Universidad de Carabobo      | Universidad Central de Venezuela | 9 de noviembre |

| Selección de waterpolo de Cuba | 13 - 1 | Estrellas LNPA | Universidad Central de Venezuela | 10 de noviembre |

## Ronda final
La ronda final consiste en una jornada semifinal donde los cuatro primeros equipos jugarán en un formato de clasificación directa (2° vs. 3° y 1° vs. 4°) clasificando a la gran final los ganadores de las semifinales. Todos los juegos se realizarán en Valera.
|  | Semifinales          | Semifinales     |    |                      | Final               | Final           |  |
|  | 28 de noviembre      | 28 de noviembre |    |                      | 29 de noviembre     | 29 de noviembre |  |
|  |                      |                 |    |                      |                     |                 |  |
|  | Valera               |                 |    |                      |                     |                 |  |
|  | Duros de Lara        | 12              |    |                      |                     |                 |  |
|  | Deportivo Anzoátegui | 9               |    |                      |                     |                 |  |
|  |                      |                 |    |                      |                     |                 |  |
|  |                      |                 |    |                      | Valera              |                 |  |
|  |                      |                 |    |                      | Duros de Lara       | 11              |  |
|  |                      | Trujillanos WP  | 12 |                      |                     |                 |  |
|  |                      |                 |    |                      |                     |                 |  |
|  |                      |                 |    |                      |                     |                 |  |
|  |                      |                 |    |                      | Tercer lugar        |                 |  |
|  | Valera               | Valera          |    | Valera               | Valera              |                 |  |
|  | Trujillanos WP       | 10              |    | Deportivo Anzoátegui | 14                  |                 |  |
|  | Cangrejos de Vargas  | 4               |    |                      | Cangrejos de Vargas | 6               |  |

Trujillanos Waterpolo Club

Primer título